# Karl Dickson
Karl Steven Dickson (* 2. August 1982 in Salisbury) ist ein englischer Rugby-Union-Schiedsrichter und früherer Spieler. Er spielte auf der Position des Gedrängehalb für die Bedford Blues und die Harlequins. Sein größter Erfolg war 2012 der englische Meistertitel mit den Harlequins. Seit 2014 ist er als Schiedsrichter tätig und leitet regelmäßig Spiele der höchsten Liga Premiership Rugby, ebenso nahm er bisher an zwei Weltmeisterschaften teil. Sein jüngerer Bruder Lee Dickson war ebenfalls Rugby-Union-Spieler.

## Biografie

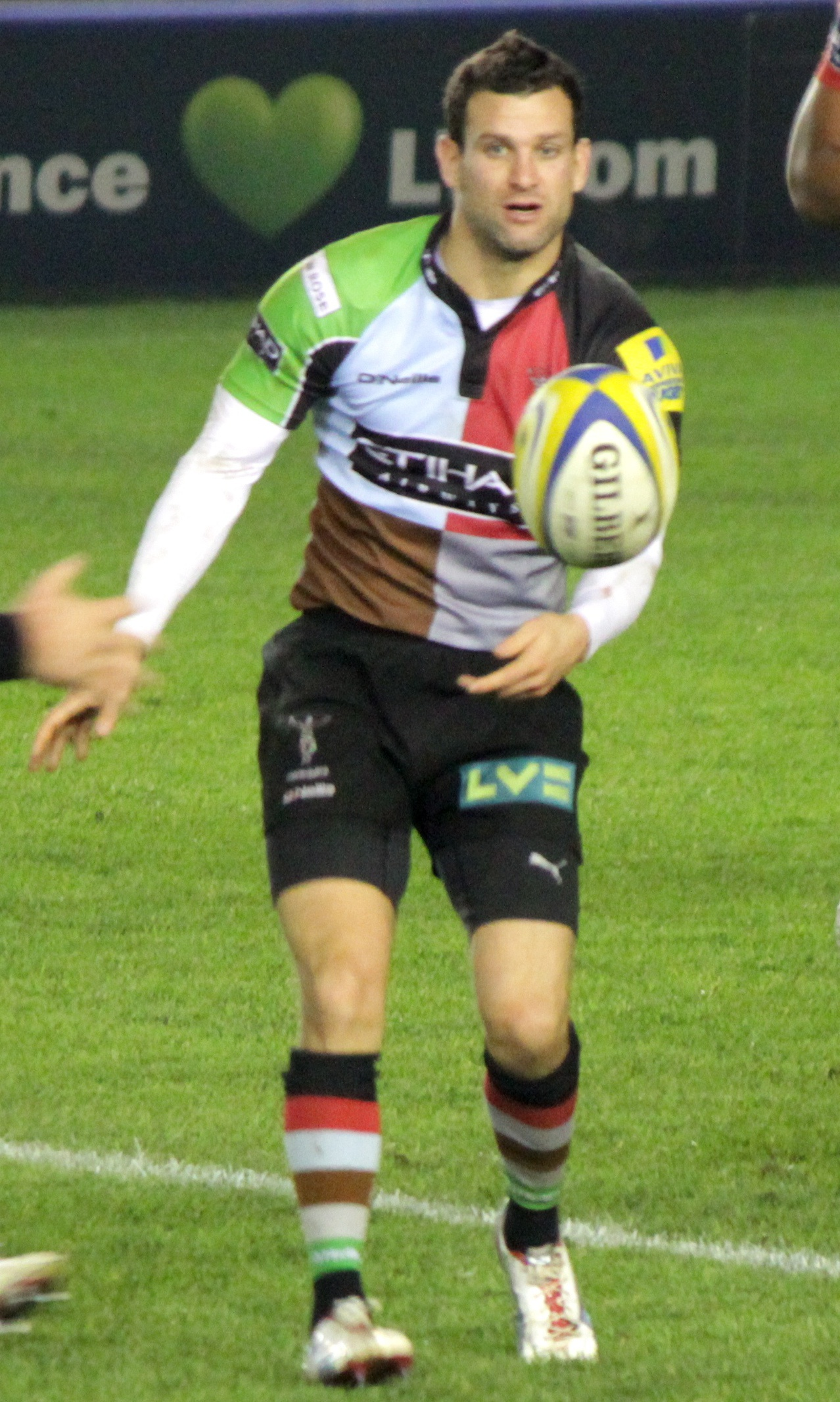
Dickson als Spieler der Harlequins (2012)

### Spieler
Dickson ging in Barnard Castle zur Schule und studierte später an der Coventry University. Als 19-Jähriger stieß er zu den Junioren des Zweitligisten Bedford Blues, bei denen er drei Jahre lang blieb. 2004 folgte die Aufnahme in die erste Mannschaft der Blues, wobei er als Amateur nebenbei zunächst zwei Jahre lang bei einem Pharmazieunternehmen Antikoagulationsstudien betrieb, bevor er sich ganz dem Rugbysport verschrieb und Profi wurde. Die beste Platzierung mit den Blues in der National Division One erreichte er in der Saison 2005/06 mit Platz zwei. 2009 wechselte er zu den Harlequins aus London und spielte fortan in der höchsten Liga Premiership Rugby.
Obwohl Dickson hinter dem Nationalspieler Danny Care meist nur die zweite Wahl als Gedrängehalb war, bestritt er im Laufe der Jahre 169 Spiele für die Harlequins. Sportdirektor Conor O’Shea bezeichnete ihn als einen der fünf besten Spieler Englands auf dieser Position. 2011 entschieden die Harlequins den European Challenge Cup für sich, doch Dickson war in diesem Wettbewerb nicht zum Einsatz gekommen. Hingegen war er in der darauffolgenden Saison 2011/12 am Meistertitel beteiligt, dem ersten für die Harlequins überhaupt. Im Meisterschaftsfinale, das mit einem 30:23-Sieg über die Leicester Tigers endete, saß er auf der Ersatzbank. Ein Jahr später, im Anglo-Welsh Cup 2012/13, gehörte Dickson beim 32:14-Finalsieg gegen die Sale Sharks der Stammformation an. Im April 2017 gab er seinen Rücktritt zum Ende der Saison 2016/17 bekannt.
2012 war Dickson sowohl für die Six Nations als auch für die Mid-year Internationals als Ersatzspieler in den Kader der englischen Nationalmannschaft berufen worden, kam aber im Gegensatz zu seinem Bruder Lee nie zu einem Einsatz.

### Schiedsrichter
Im Jahr 2014, also noch während seiner Zeit bei den Harlequins, begann Dickson Schiedsrichterkurse der Rugby Football Union (RFU) zu absolvieren. Er leitete Spiele an Schulen, Juniorenturnieren, regionalen Ligen und Siebener-Rugby-Turnieren. Obwohl er vom Harlequins-Management ein Angebot für eine Vertragsverlängerung erhalten hatte, entschloss er sich, eine Karriere als Schiedsrichter anzustreben. Am 24. Dezember 2016 leitete er noch als Teilzeit-Schiedsrichter sein erstes Spiel in der RFU Championship zwischen dem Richmond FC und London Irish. Unmittelbar nach seinem Rücktritt als Spieler wurde er in die Vereinigung der Profi-Schiedsrichter bei der RFU aufgenommen. Sein erstes Spiel in der Premiership leitete er am 17. November 2017 zwischen Gloucester Rugby und den Saracens. Die Premiere im European Rugy Challenge Cup folgte am 19. Oktober 2018 im Spiel zwischen der SU Agen und Benetton Rugby Treviso, jene im European Rugby Champions Cup am 19. Januar 2019 in der Begegnung zwischen Cardiff Rugby und Lyon Olympique Universitaire.
Am 17. November 2018 leitete Dickson erstmals ein internationales Test Match, zwischen Georgien und Samoa anlässlich der End-of-year Internationals. Während der Weltmeisterschaft 2019 wurde er in sechs Gruppenspielen als Schiedsrichterassistent eingesetzt. Die erste Begegnung zwischen Mannschaften der ersten Stärkeklasse leitete er am 23. Oktober 2020, als Frankreich und Wales aufeinandertrafen. Sein Debüt in einem Spiel der Six Nations gab er am 26. Februar 2022 bei der Heimniederlage Schottlands gegen Frankreich. Dickson wurde für die Weltmeisterschaft 2023 als Hauptschiedsrichter nominiert.

## Erfolge
Harlequins:
- Meister Premiership Rugby: 2012
- Sieger Anglo-Welsh Cup: 2013